# Jean Ango
Jean Ango (Dieppe, 1480 – 1551) è stato un armatore francese noto per il suo contributo all’espansione marittima della Francia nel XVI secolo. Con la sua flotta finanziò spedizioni commerciali e di esplorazione, sfidando il monopolio marittimo di Spagna e Portogallo e supportando la politica navale del re Francesco I. Jean Ango è considerato una figura di spicco nella storia marittima francese, in quanto le sue imprese contribuirono alla lotta per la libertà dei mari e all’espansione commerciale della Francia nel XVI secolo..

## Biografia
Jean Ango nacque intorno al 1480 a Dieppe, in Francia, figlio di un ricco mercante e armatore. Alla morte del padre, ne ereditò le attività commerciali e sviluppò una potente flotta composta da circa 70 navi, con cui organizzò viaggi di esplorazione e incursioni corsare.
Nel 1523, uno dei suoi capitani, Jean Fleury, intercettò e saccheggiò tre navi spagnole cariche di tesori aztechi provenienti dal Messico, destinati alla Spagna di Carlo V. Questo colpo contribuì ad accrescere la sua fama e ricchezza.
Nel 1529, Ango finanziò la spedizione dei fratelli Jean e Raoul Parmentier, che, a bordo delle navi Pensée e Sacre, raggiunsero le coste di Sumatra nel tentativo di aprire nuove rotte commerciali verso l'Asia.

### Attività corsare e conflitti con la Spagna e il Portogallo
Jean Ango sostenne attivamente la politica marittima di Francesco I di Francia, che utilizzò la sua flotta per contrastare il dominio navale di Spagna e Inghilterra. Quando Giovanni III del Portogallo confiscò una delle sue navi, Ango ottenne l’autorizzazione reale per attaccare la flotta portoghese nell’Atlantico e arrivò persino a minacciare un blocco navale su Lisbona.
Nel 1544-1545, partecipò alle operazioni navali francesi contro l’Inghilterra.

### Caduta e morte
Con l’ascesa al trono di Enrico II di Francia, Ango perse influenza e fu arrestato nel 1549 con l’accusa di evasione fiscale sui profitti derivanti dalle sue attività corsare. Morì nel 1551.